# ミカエル・タリヴェルディエフ
ミカエル・タリヴェルディエフ（アルメニア語: Միքայել Թարիվերդիև; ロシア語: Микаэ́л Лео́нович Тариверди́ев; Mikael Tariverdiev, 1931年8月15日 トビリシ – 1996年6月24日 ソチ）は、旧ソ連のアルメニア人作曲家。ソビエト映画音楽作曲家同盟の発足時から総裁を務めた。

## 略歴
アルメニア人を両親にグルジアに生まれ、ロシアに育つ。モスクワのグネーシン音楽大学においてアラム・ハチャトゥリアンに師事。100曲以上のロシア語歌曲や2つのオペラ（そのうち1つは喜歌劇《カリオストロ公爵》）を手懸けたが、多くの人気のあるソビエト映画に音楽を提供したことで特に名高い。1977年にはソビエト連邦国家賞を、1986年にはロシア人民芸術家の称号を獲得しており、1975年にはアメリカ音楽アカデミーから、1978年には日本ビクターからも授賞された。1990年代には3回ニカ賞最優秀作曲家部門に選ばれた。

## 作品

### 映画・ドラマ音楽
- 『夜の気晴らし』
- 『春の十七の瞬間』（1973年）
- 『運命の皮肉、あるいはいい湯を』（1975年）

### 芸術音楽
- カリオストロ公爵
- オルガン交響曲《チェルノブイリ》

## 雑学
- ロシア最大の国営映画祭「キノタウル」において、最優秀音楽賞はタリヴェルディエフ賞と呼ばれている。
- タリヴェルディエフの歿後に、その支持者が集って「ミカエル・タリヴェルディエフ慈善基金」や「タリヴェルディエフ国際オルガンコンクール」を運営している。